# Дом-музей Сабита Рахмана
Дом-музей Сабита Рахмана — это историко-архитектурный памятник и дом-музей, расположенный в городе Шеки, относящийся к 1910 году.
В этом доме родились заслуженный деятель искусств Азербайджанской ССР, писатель и драматург Сабит Рахман и народный артист Азербайджанской Республики, композитор Эмин Сабитоглу.

## О здании
Здание было построено в 1910 году отцом Сабита Рахмана — Рахманом Эфенди. Сабит Рахман также родился в этом доме. В то время в Шеки дома в основном строились из кирпича. Однако Рахман Эфенди построил свой дом из камня. Именно поэтому местные жители прозвали его род «Дашагирянляр» (что в переводе означает «вошедшие в камень»).
Двухэтажное здание построено в национальном архитектурном стиле. В доме имеются два старинных бухары и одна большая настенная печь. Бухары, расположенный на втором этаже, украшен геометрическим орнаментами.

## О музее
Согласно Постановлению Кабинета Министров Азербайджанской Республики № 163 от 7 сентября 2000 года было принято предложение Министерства Культуры Азербайджанской Республики, согласованное с Исполнительной Властью города Шеки, о создании в городе Шеки дома-музея Сабита Рахмана. После этого в 2000 году началась реставрация здания. 8 июня 2001 года дом-музей Сабита Рахмана был открыт для посетителей.
В большом выставочном зале демонстрируются личные вещи Сабита Рахмана, его рабочий стол, а также рояль, на котором он играл в детстве и юности. Узеи́р-бек Гаджибеков однажды слушал исполнение Сабита на этом рояле и очень его похвалил, посоветовав продолжать заниматься музыкой. В лекционном зале представлены экспонаты, принадлежащие сыну Сабита Рахмана — композитору Эмину Сабитоглу, автору более 600 песен. В третьей комнате выставлены бытовые вещи семьи, а в четвёртой — подарки, вручённые драматургу к его 50-летнему юбилею. В доме-музее хранится около 460 экспонатов.

## Галерея

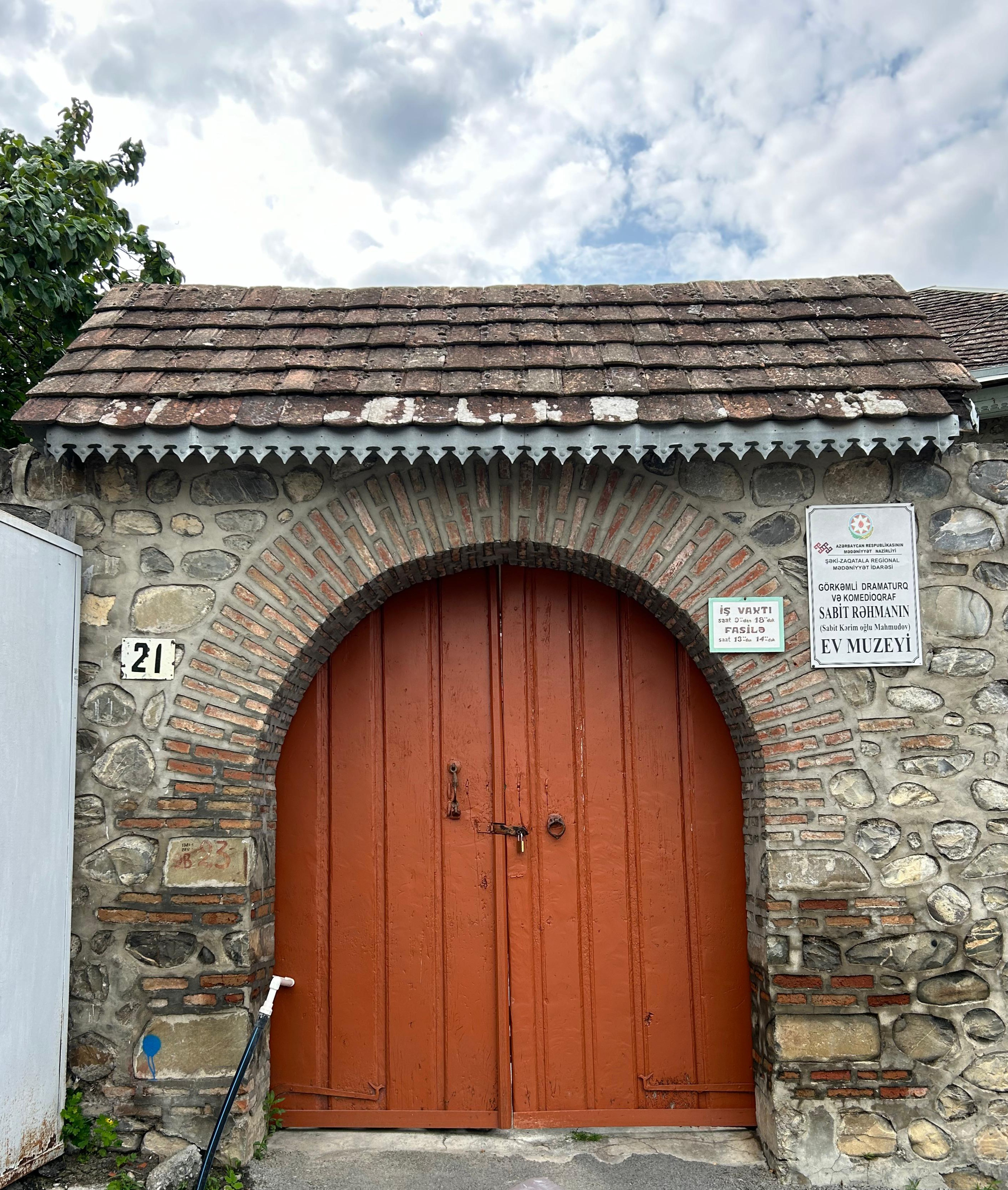
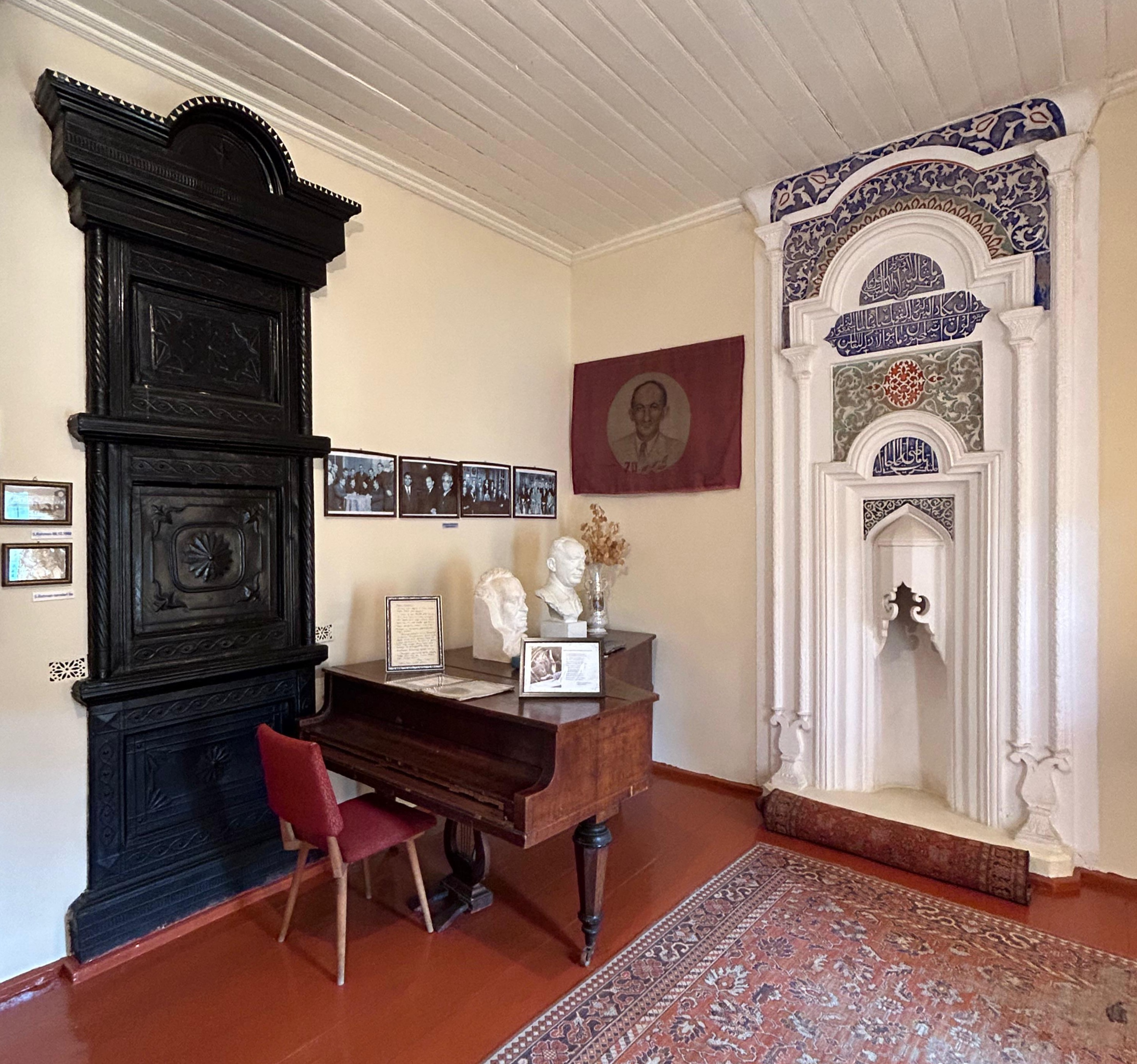
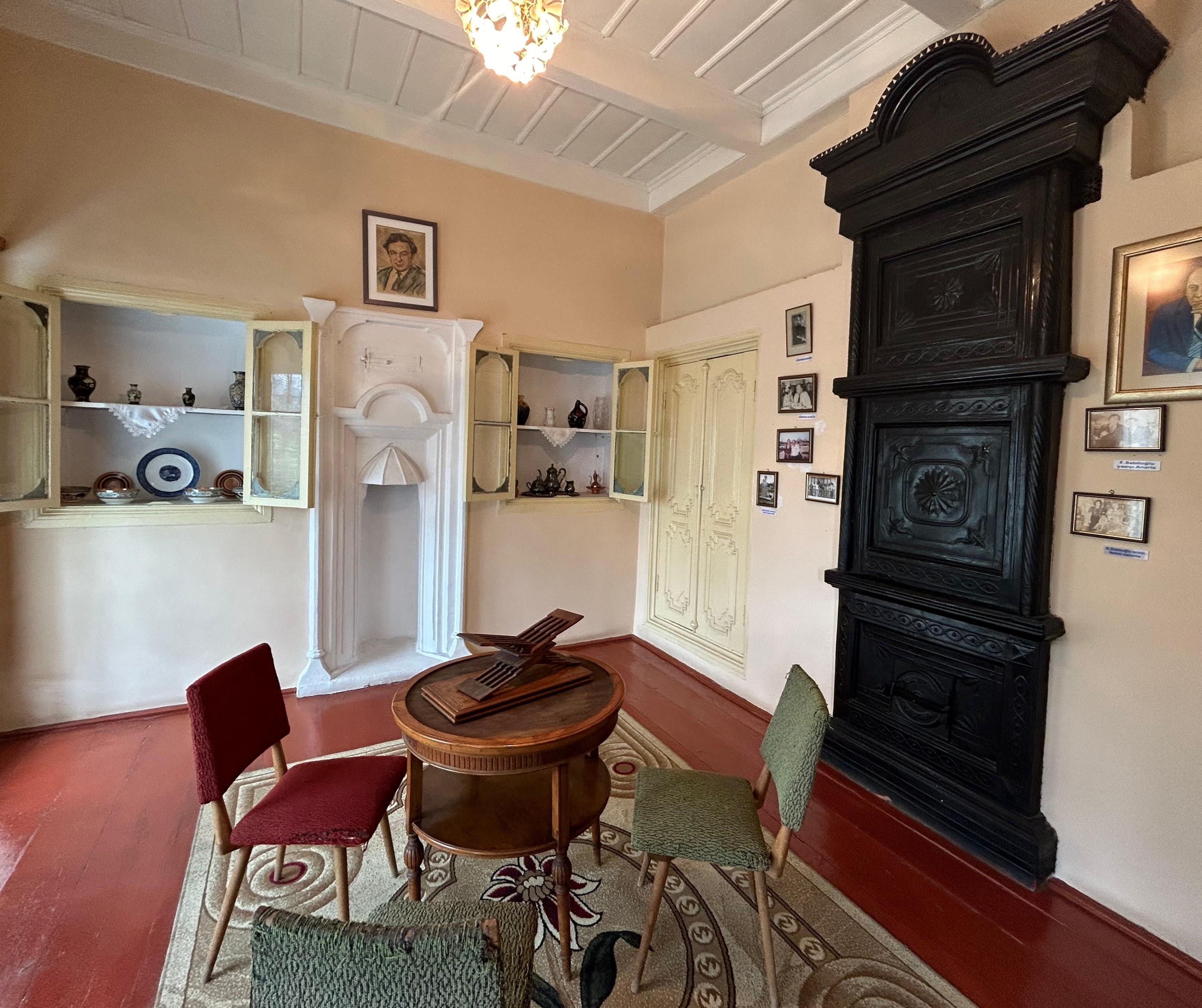
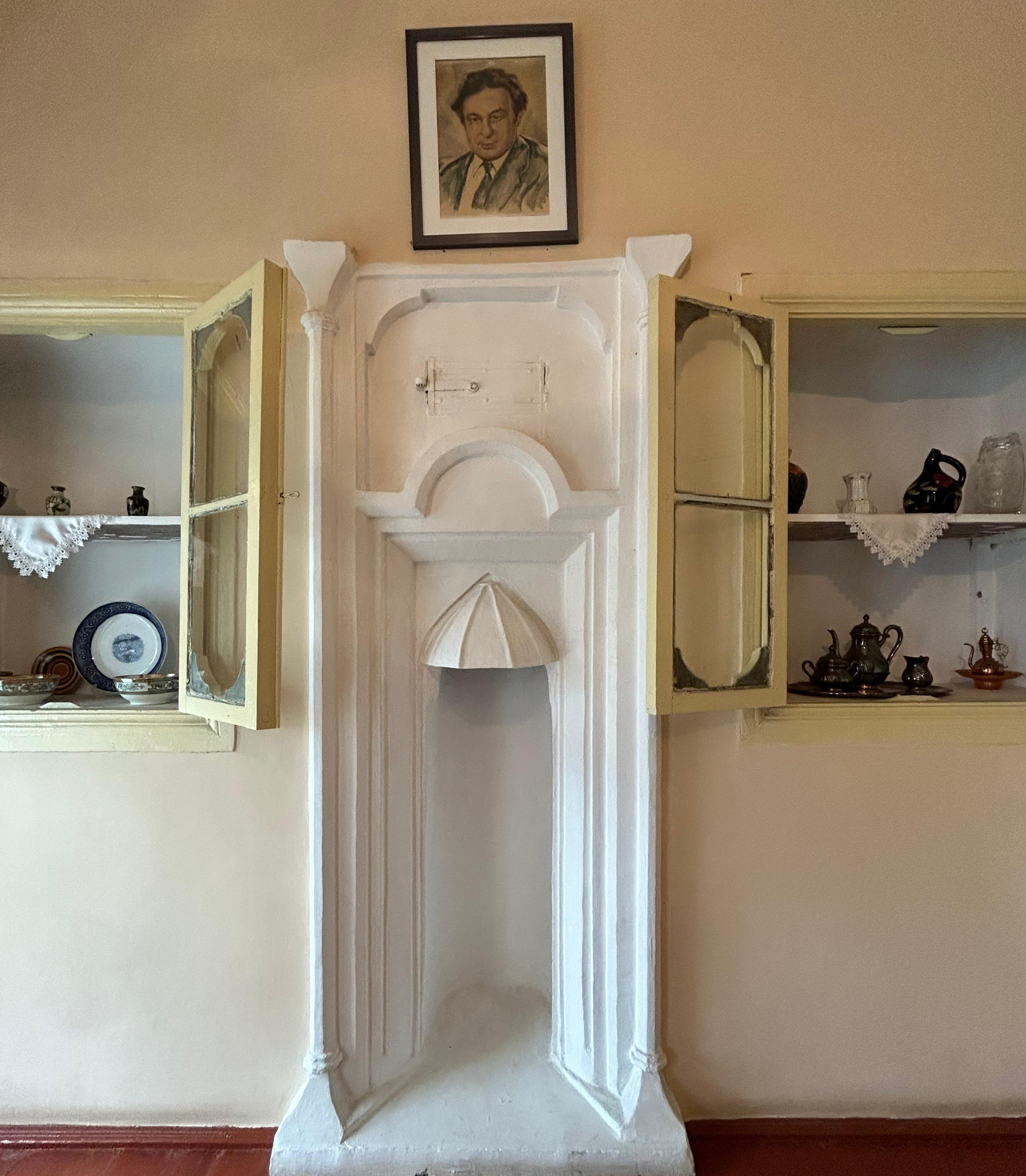
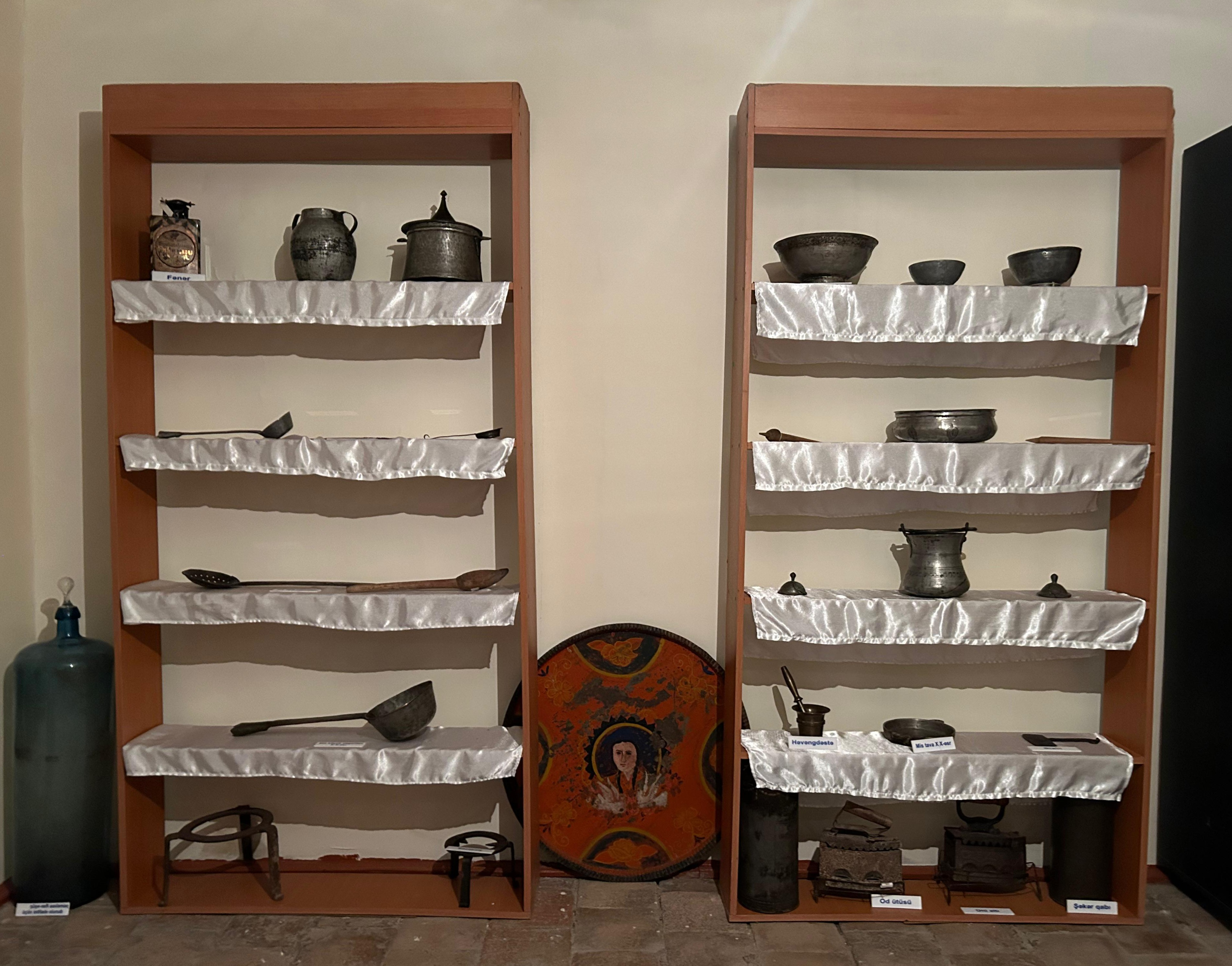
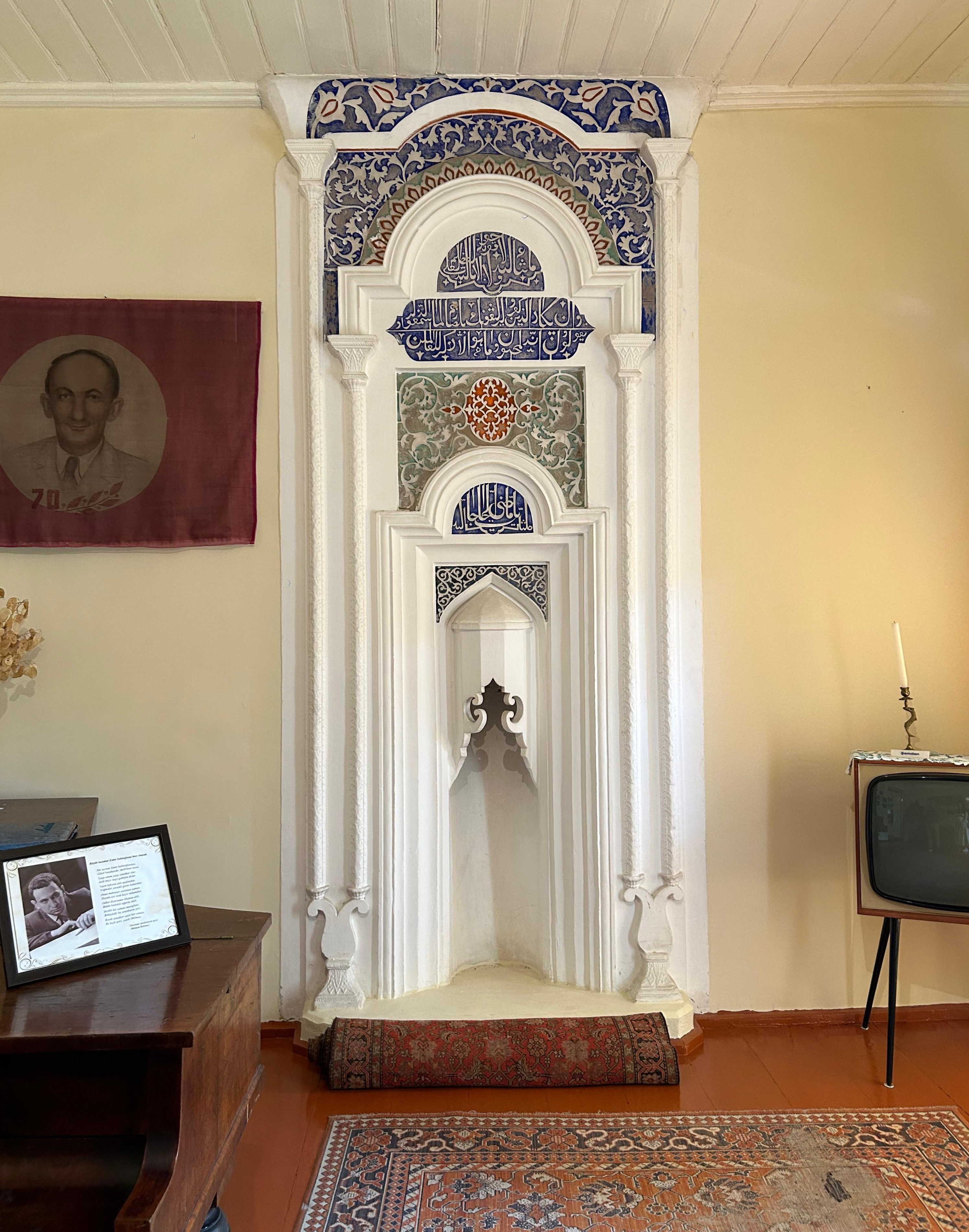
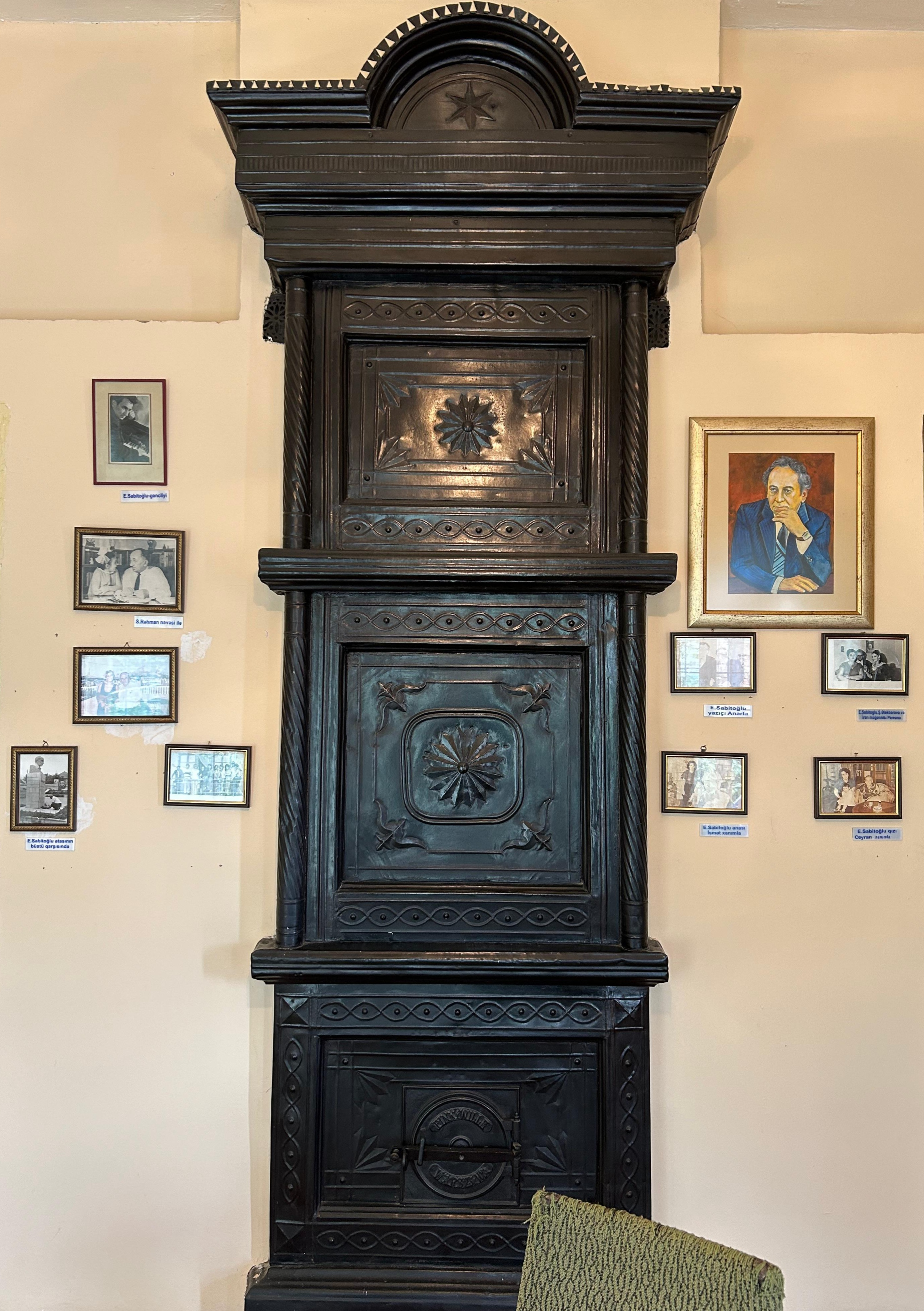